# Учок, Бахрие
Бахрие Учок (тур. Bahriye Üçok, 1919, Трабзон — 6 октября 1990, Анкара) — турецкая политическая деятельница, академик теологии, активистка за права женщин и колумнистка, убийство которой в 1990 году по сей день остаётся нераскрытым. Как первая женщина-богослов Турции, Бахрие Учок проводила исследования таких вопросов как история ислама в Турции, место женщины в исламе и секуляризм. С 1971 года, после прихода в политику, заняла пост сенатора-республиканца и члена парламента до 1990 года и поднимала вопросы секуляризма, реакционности и религиозных проблем в Турции.

## Ранняя жизнь и образование
Бахрие Учок родилась в Трабзоне 10 мая 1919 года в семье Мехмета и Надире Бекташоглу. Начальное и среднее образование получила в Орду, а также окончила женскую среднюю школу Кандилли в Стамбуле. Четыре года одновременно училась в Университете Анкары на факультете языков, истории и географии на кафедре средневековой турецко-исламской истории и в государственной консерватории Университета Анкары на оперном факультете. После окончания обоих факультетов Учок работала кандидаткой в делопроизводители библиотеки факультета. 26 октября 1942 года её назначили стажёром учителя истории Самсунской средней школы, а в декабре 1944 года — учительницей истории и географии 4-й средней школы в Анкаре.

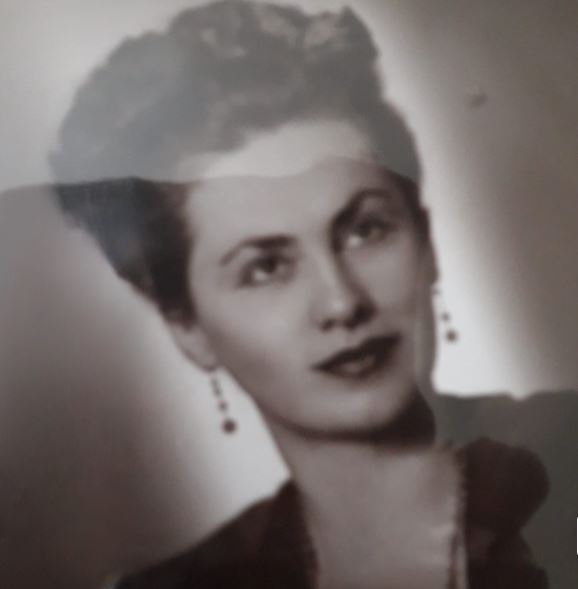
Бахрие Учок

В 1953 году Бахрие Учок начала работу в Высшей коммерческой школе Анкары. 16 ноября 1953 года Учок бросила работу в средней школе и получила назначение ассистенткой на кафедре истории ислама на теологическом факультете Университета Анкары. Бахрие Учок была первой женщиной-преподавателем на факультете и первой женщиной-богословом Турции. После окончания срока звания кандидата кафедры 28 сентября 1954 года стала постоянной ассистенткой.

## Академическая карьера
В 1957 году Бахрие Учок защитила докторскую диссертацию под названием «Первые лжепророки в исламской истории» (тур. İslam Tarihinde İlk Sahte Peygamberler). В своей монографии она рассматривала антиисламскую деятельность, которая имела место в первые десять лет хиджры, и объяснила политические и социальные причины борьбы против ислама. Хотя Учок заявила, что движения лжепророков имели два позитивных и одно негативное влияние на историю ислама, по её словам, борьба з лжепророками предотвратила возможные разногласия между мухаджирами и ансарами после смерти Мухаммеда и помешала мусульманам и немусульманам одного племени не воевать на разных сторонах. В своей диссертации Учок утверждала, что эта ситуация позитивно повлияла на распространение ислама, повлекши за собой ослабление племенных связей, но вместе с тем действия лжепророков имели негативный эффект, поскольку на время задержали распространение ислама.

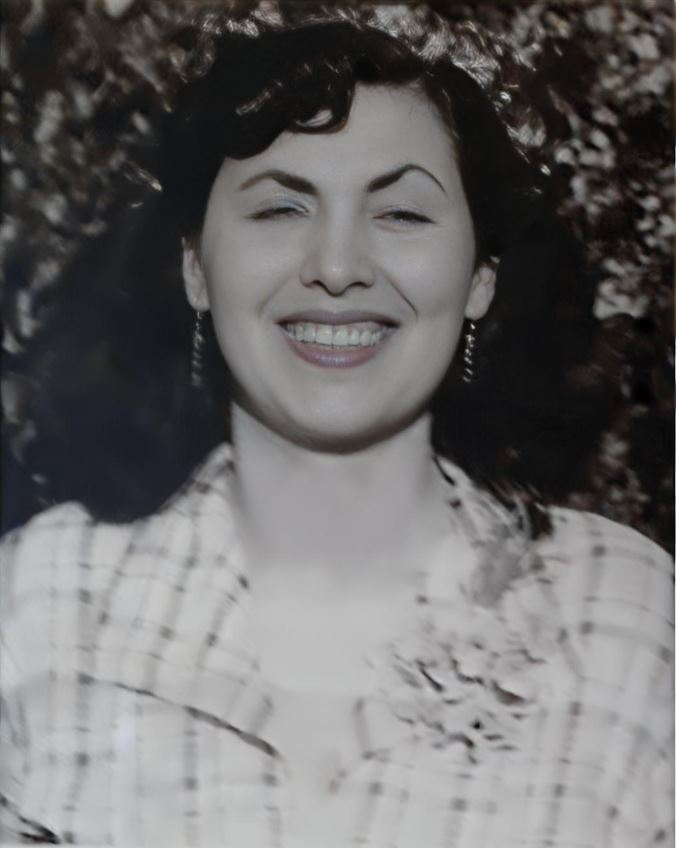
Бахрие Учок

1 сентября 1961 года Бахрие Учок отправилась на специализированную подготовку во Францию. Через год она вернулась на свой пост на богословском факультете Университета Анкары, 4 декабря 1964 года получила звание доцента кафедры исламской истории за работу под названием «Женщины-правительницы в исламских государствах» (тур. İslam Devletlerinde Türk Nâibeler ve Kadın Hükümdarlar). В этой работе, которая, по её словам, рассказывала о жизни «храбрых и способных женщин, которых не испугала борьба», Учок отметила, что существует много исторических примеров женщин в государственном управлении, в частности царица Савская, царица Иудеи Аталия, царица Египта Клеопатра и царица Пальмиры Зенобия. В книге Учок рассматривала деятельность женщин-правительниц в исламском мире, с акцентом на деятельницах во многих европейских странах.
В 1967 году Бахрие Учок расширила и отредактировала свою докторскую диссертацию и переиздала её под названием «Обращённые из ислама и лжепророки» (тур. İslamdan Dönenler ve Yalancı Peygamberler). Опубликована в том же году в Belleten статья «Некоторые вице-короли в исламских государствах» (тур. İslâm Devletlerinde Bazı Nâibeler) рассматривалась как продолжение её исследования роли женщины в исламском мире в течение истории. В статье Учок рассматривала влияние женщин на социальную и индивидуальную жизнь в исламских сообществах и которые, как она считала, европейские учёные не смогли точно оценить и имели неправильное представление о том, что женщины живут изолированной жизнью в гаремах лишь как жёны мужчин. Учок также критиковала аргументы Христиана Бартоломе, который исследовал правовой статус женщин в государстве Сасанидов и утверждал, что широкие права женщин способствовали упадку империи.
Согласно исследованиям 2021 года, человеком, который «зажёг первую искру» относительно женщин и религии в Турции, является Бахрие Учок.

## Политическая карьера

### В качестве сенатора
Бахрие Учок была выбрана сенатором по квоте 14 октября 1971 года по указанию президента Джевдета Суная. 2 ноября того же года Тайфур Сокмен предложил Учок как кандидатку на пост секретаря Президентского совета Сената Республики и она была выбрана на этот пост путём голосования. Во время своего сенаторства Бахрие Учок произнесла двадцать три речи на разные темы в Генеральной Ассамблее. В своей речи 14 января 1972 года она заявила, что в некоторых мечетях люди выступают против революции Ататюрка, что людей провоцируют, и что Управление по делам религий может рассказать общественности о революциях Ататюрка в проповедях мечетей, чтобы бороться с невежеством.
В 1974 году Учок переизбрали на должность делопроизводителя. Она сопровождала визит президента Фахри Корутюрка в Пакистане в ноябре 1975 года.
Бахрие Учок оставила Сенат после того, как 14 октября 1977 года окончился её шестилетний сенатский срок.

### Членство в парламенте
В 1977 году Учок присоединилась к Республиканской народной партии. После закрытия всех политических партий в результате государственного переворота 12 сентября 1980 года она стала одной из основателей Партии народников в период, когда создание партий было вновь разрешено после принятия Конституции 1982 года.

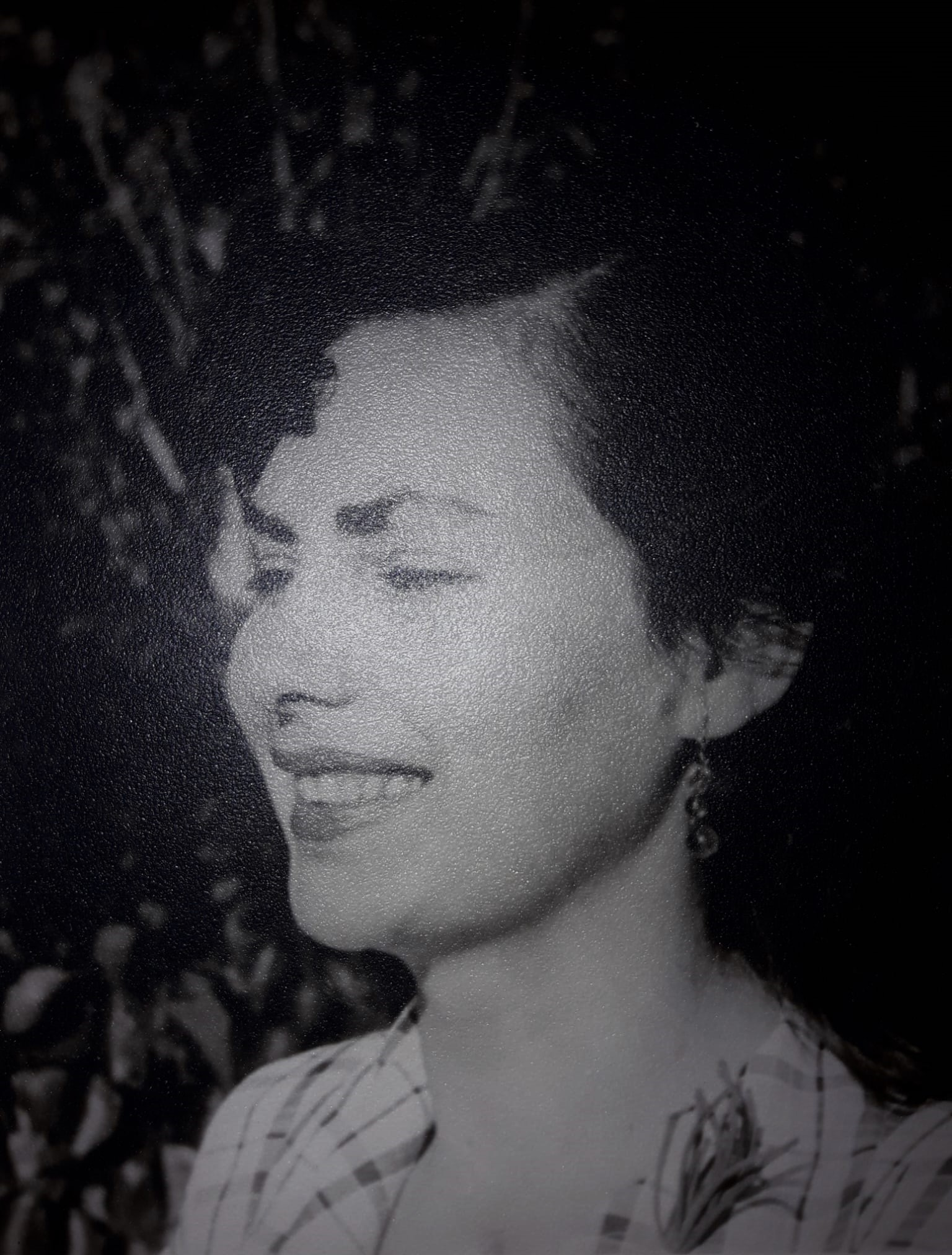
Бахрие Учок

 На всеобщих выборах 1983 года Бахрие Учок выбрали депутатом Орду от Популистской партии, а также она вошла в Большое национальное собрание Турции. За время работы депутатом она внесла 15 законопроектов, 12 устных и 37 письменных запросов. Всего на общем собрании Учок произнесла семьдесят речей, 33 из которых касались законопроектов. 11 апреля 1984 года она задала устные вопросы о председательстве в Управлении по делам религий и раскритиковала его:
«Давайте без колебаний признаем, что сегодня Турция сталкивается с разными движениями, а также открыто или скрыто защищающими группами шариата… В газете Президентства по делам религии говорится: „Государству не подчиняются, когда ситуация, противоречащая принципам ислама, должна быть реализована“. Итак, если мы примем закон, противоречащий нормам шариата, мы подведём народ к восстанию, не правда ли?».
После этих слов тогдашний министр финансов и таможни Ахмет Алптемочин сказал Учок: «Вы не имеете права занимать время этого парламента, уважаемый депутат». Журналист Октай Акбал в своей колонке, датированной 2000 годом, пояснил, что слова Учок, предупреждавшие об опасности, не были должным образом приняты во внимание депутатами и министрами того периода и что те же люди «пытались подавить тех, кто говорил правду», и заявил, что «большое предупреждение Бахрие Учок остаётся актуальным».

### Другая политическая и гражданская деятельность
Бахрие Учок, покинувшая парламент после окончания срока своих полномочий, продолжала интересоваться политикой. Она сыграла определённую роль в слиянии Народной партии и Социал-демократической партии. В 1986 году Учок стала членом Социал-демократической народнической партии, которая была создана в результате слияния. В телевизионной программе Açıkoturum, которую она посетила на TRT в 1988 году, Учок пояснила, что в исламе у женщины нет обязательного ношения чадры, ссылаясь на стихи из Корана. После этой программы Бахрие Учок получила «много телефонных звонков и писем с угрозами». Она продолжала получать эти угрозы после смерти своего мужа Джошкуна Учка 27 октября 1988 года, и её даже привезли в больницу, поскольку она потеряла сознание во время одной из телефонных угроз.

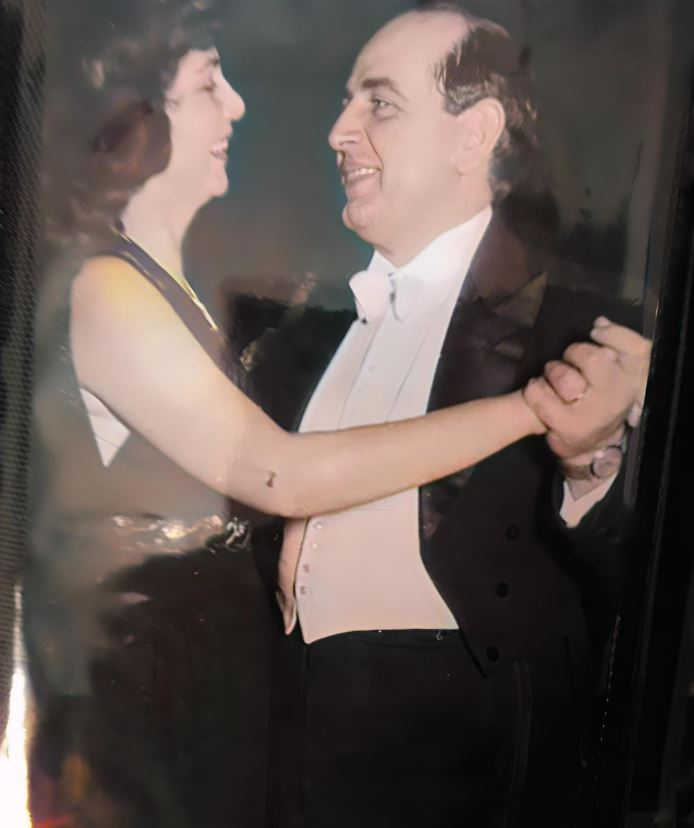
Бахрие Учок и её муж Джошкун Учок

Учок была одной из основателей Ассоциации ататюркистской мысли, которая была организована 19 мая 1989 года. В сентябре 1990 года Учок выбрана членом партсовета.
26 сентября 1990 года на конференции в Тюбингене, Германия, Бахрие Учок выступила с речью на такие темы как женщины в исламе, законные права турецких женщин и социальная жизнь турецких женщин в Турции и Германии. Учок обратилась за защитой к членам Тюбингенской турецкой ассоциации, которые пригласили её в качестве спикера из-за угроз, которые она получала. Местное отделение полиции назначило двух женщин-полицейских, чтобы защитить Учок.
В 1990 году Бахрие Учок работала над отчётом о секуляризме. Этот доклад планировалось опубликовать для общественности после представления его Совету партии и социал-демократической Народной партии (SHP). Учок завершила доклад за три дня до своей смерти и представила отчёт Эрдалу Инёню, тогдашнему лидеру SHP. Короткое изложение доклада на семи страницах, в котором подчёркивался «масштаб финансовой поддержки, предоставленной реакционной деятельности», а также изданные с этой целью указы и законы, было распространено среди СМИ. В отчёте Учок также писала, что реакционность «укреплялась на попечении правительства» и что «религиозные усилия стали конституционными после 1982 года».

## Убийство
6 октября 1990 года Бахрие Учок вернулась домой с местного рынка вместе со своей дочерью Кумру Учок приблизительно в 16:00. Близ дверей своего дома № 15, Чанкая, улица Кероглу она увидела записку «На ваше имя поступило отправление в Экспресс Карго» с просьбой забрать посылку из грузового отделения, поскольку вручить её лично в руки не удалось из-за того, что никого не было дома. После этого Кумру забрала посылку из отделения Ekspres Cargo на улице Кузгун и вернулась домой. Кумру оставила свёрток из рыночных пакетов перед дверью, а Бахрие забрала его. Она перерезала паковочный шнурок и нашла внутри две книги. Бахрие Учок, ссылаясь на вес посылок, сказала своей дочери: «Сюда столько упаковали, разве там что-то должно быть [кроме книг]? Я раскрою это на улице, ты держись подальше». Во время распаковки пакет с религиозными книгами взорвался и оторвал Бахрие Учок две руки и ногу. После взрыва женщину доставили в отделение неотложной помощи медицинского факультета Хаджеттепе с помощью людей вокруг и полиции. В 17:30, сразу по прибытии в больницу, у Бахрие Учок произошла остановка сердца, а в 20:00 она умерла ещё до того, как её успели доставить в операционную.
Эрдалу Инёню, тогдашнему лидеру SHP, позвонил генеральный секретарь партии Хикмет Четин и сообщил о смерти Бахрие Учок. Инёню отправился из Стамбула в Анкару в тот же день около 21:50 и прибыл в дом родственников Учок в Бахчелиэвлере, чтобы выразить свои соболезнования Кумру.
9 октября 1990 года в мечети Малтепе состоялись похороны Бахрие Учок. Перед заупокойной молитвой был опротестован венок с надписью «Президент», посланный тогдашним президентом Тургутом Озалом. Присутствующие официальные лица перевернули венок вверх дном и вынесли из мечети. Эрдал Инёню, Сулейман Демирель, спикер парламента Кая Ердем, руководители SHP, провинциальные и районные организации SHP, главы партий DYP, HEP, CDGP присутствовали на церемонии похорон, состоявшейся в 8:30 в ректорате Университета Анкары. Кроме того, на церемонии также присутствовали представители профессиональных палат и союзов, связанных с профсосюзом Türk-İş. В целом в церемонии приняли участие около 30 тысяч лиц. Тело Учок было похоронено на кладбище Каршияки.

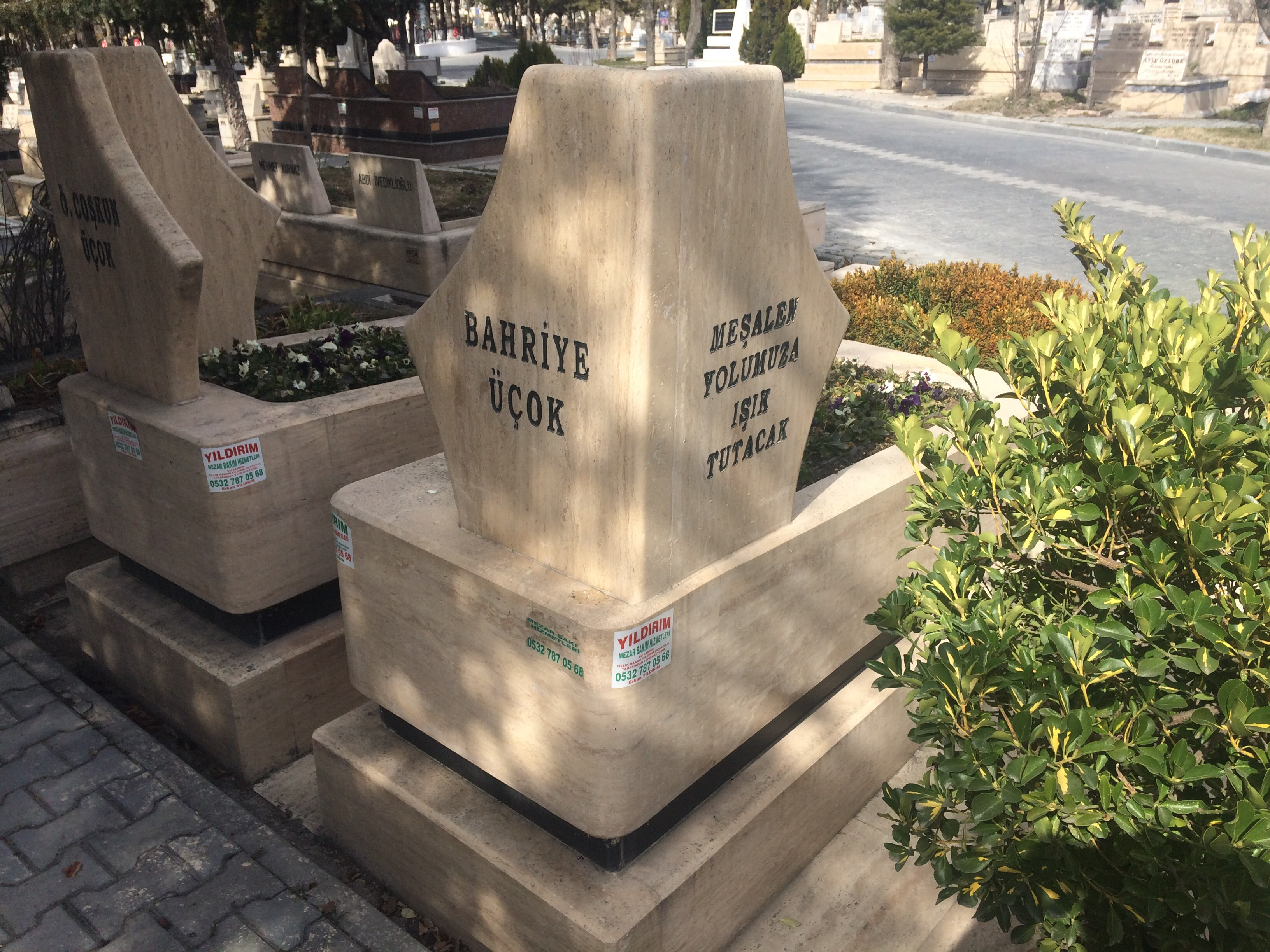
Место похорон Бахрие Учок

### Расследование
Организация под названием «İslami Hareket» (Исламское движение) взяла на себя ответственность за убийство Бахрие Учок. Лицо, заявившее, что выступает от имени организации, позвонило в газету Cumhuriyet и сказало, что они «покарали Бахрие Учок за её мысли по поводу хиджаба» и что «они считают своим долгом казнить тех, кто ограничивает ислам». Представители полиции Анкары также заявили, что в последнее время Учок «часто угрожали». Мехмет Агар, тогдашний начальник полиции Анкары, сказал, что предпринимаются усилия для установления лиц, отправивших посылку. Губернатор Анкары Саффет Арикан Бедюк заявил, что в разделе отправителя посылки было написано учреждение под названием «Фонд научных исследований», и подчеркнул, что в этом типе совершения убийств информация об отправителе, написанная на посылке, «в основном не соответствует действительности».
Полиция, Суд государственной безопасности и Национальная разведывательная организация принимали участие в расследовании убийства Бахрие Учок. Национальная разведывательная организация проводила исследования организации под названием «Исламское движение» и пыталась собрать информацию о её связях за границей. Отмечалось, что у силовиков нет информации об организации под таким названием и что расследование «буксует». 7 октября 1990 года Агентство Анадолу сообщило, что к ним пришёл звонок, согласно которому ответственность за убийство взяла «Идеалистическая молодёжная армия завоевателей». После этого полиция заявила, что у них нет информации об этой организации и что кто-либо теперь может прибегнуть к убийству, чтобы использовать инцидент для своих целей или отвлечь от них внимание.
На первом этапе расследования полиция установила, что взрывчатый материал, использованный для изготовления бомбы, был пластиковой взрывчаткой, изготовленной в странах-членах НАТО и использовался «исламскими террористическими организациями» на Ближнем Востоке.

Схема взрывного устройства в книге, присланной Бахрие Учок.

В то же время полиция заявила, что посылка, содержащая взрывчатку нитроглицерин, отправленная в книге Учок, похожа на ту, которая была использована во время взрыва в издательстве Управления в делах религий в том же году, однако из-за значительных повреждений установить полное совпадение невозможно. Позже полиция объявила, что бомба была взрывчаткой типа С-4, которая используется организациями на Ближнем Востоке.
Единственным человеком, видевшим тех, кто послал посылку с бомбой Бахрие Учок, была Гюлай Калап, сотрудница, ответственная за доставку компании Экспресс Карго. Гюлай Калап детально описала тех, кто доставил посылку и помогла нарисовать фотороботы, однако после показаний исчезла. 16 января 1994 года, через четыре года после смерти Бахрие Учок, Гюлай Калап задержали на основании того, что она была измирской чиновницей Революционной народной партии Турции. Из-за принадлежности этой партии к Рабочей партии Курдистана Калап приговорили к 22 с половиной годам лишения свободы. Гюлай Калап, которую медиаорганизации называли «девушка-посылка», вышла на свободу после того, как она отбыла 16 лет тюрьмы.

#### Дело «Умут»
17 января 2000 года силами безопасности была проведена операция против «Научной группы Хезболла» в Стамбуле. Основываясь на информации о компакт-дисках и дискетах, изъятых во время этой операции, 21 февраля 2000 года полиция начала операцию «Надежда», чтобы найти тех, кто убил журналиста Угура Мумджу. В рамках этой операции в качестве подозреваемых были задержаны свыше сотни лиц по всей Турции. После операции и задержаний 11 июля 2000 года прокурором Хамзой Келешем, который проводил расследование, был открыт судебный процесс под названием дело «Умут», название которого происходит от операции «Uğur Mumcu Uzun Takip» (Долгая погоня за Угуром Мумджу), которая была начата с документов, полученных во время рейда.

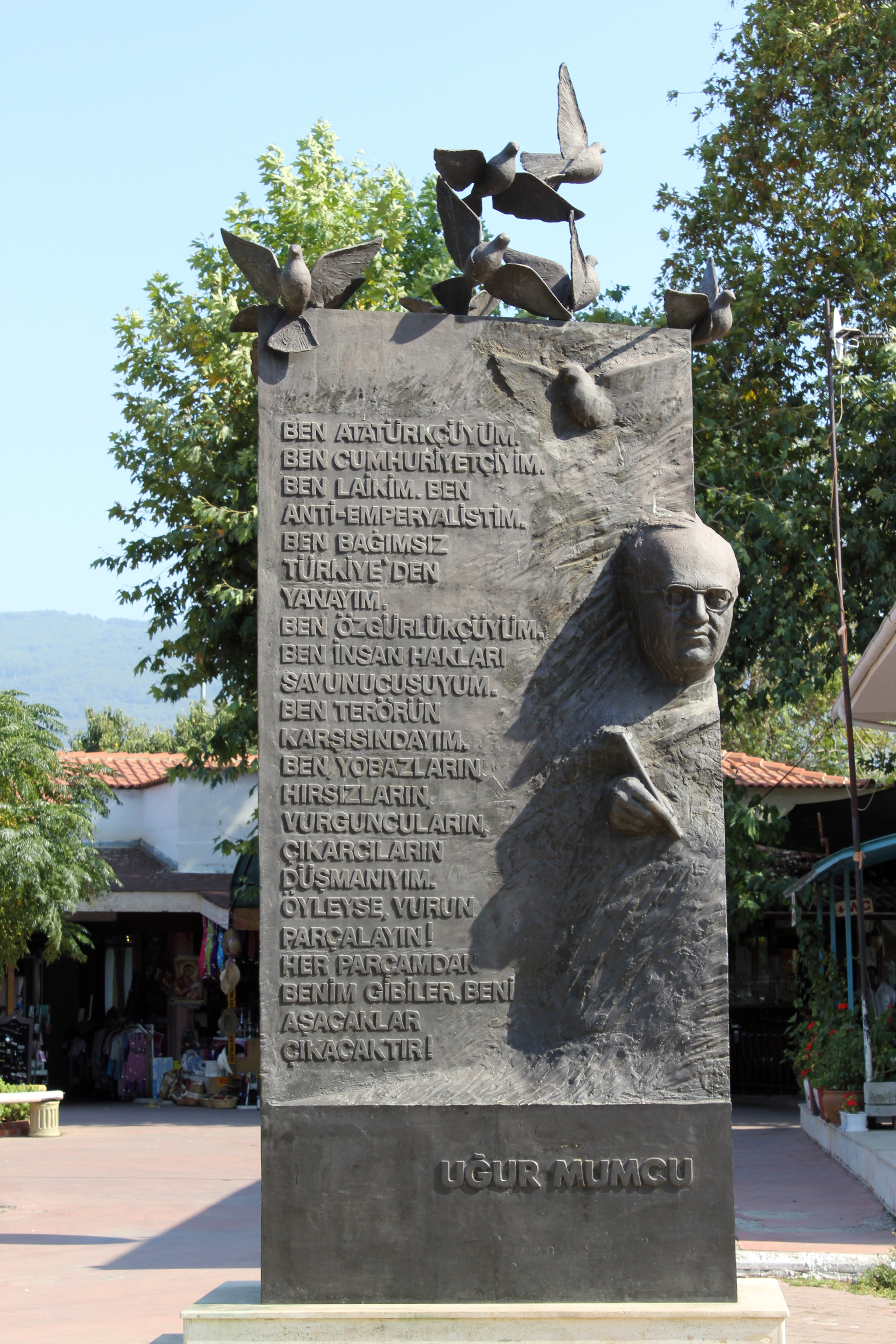
Памятник Угуру Мумджу

Дело «Умут» было возбуждено, чтобы разоблачить виновных в убийстве журналиста и писателя Угура Мумджу, но в результате выявленных позже связей с другими убийствами, оно превратилась в дело, охватывающее двадцать два события, включая убийства Ахмета Танера Кышлалы, Муаммера Аксоя и Бахрие Учок. В обвинительном заключении прокуратуры в ходе первого судебного разбирательства было указано, что лидер и члены подсудимых организации под названием Тевхид-Салам и Армия Кудс преследовали цель «заменить нынешний конституционный строй в Турции силой оружия и создать исламское государство, подобное иранскому режиму». Ферхат Озмен, один из обвиняемых, признался, что он прислал Бахрие Учок пакет с бомбой, в результате чего она была убита.
Суд над 17 фигурантами дела начался 14 августа 2000 года. Девятерых подсудимых, в том числе Ферхата Озмена, осудили по статье 146/1 Уголовного кодекса Турции, приговорив к смертной казни, двое получили наказание в виде лишения свободы при отягчающих обстоятельствах сроком не менее 22,5 лет, четверо — на срок от 15 до 22,5 лет, а ещё двое — на срок от 4,5 до 7,5 лет. В деле, завершённом 7 января 2002 года, было принято пожизненное заключение для членов организации Недждета Юкселя и Рюштю Айтуфана. Но, несмотря на то, что дело было завершено, решения Верховного суда в отношении некоторых подсудимых были отменены. Приговоры Ферхата Озмену и нескольким другим обвиняемым были отменены из-за того, что почтальонша Гюлай Калап не проходила очную ставку с Ферхатом Озменом, который, по его утверждению, доставил ей свёрток, а также по нескольким другим причинам. Во время второго судебного процесса Гюлай Калап и Ферхат Озмен прошли очную ставку в суде на слушании, состоявшемся 16 апреля 2003 года. Калап утверждала, что не может узнать человека, который дал ей посылку, поскольку прошло много времени после инцидента. 28 июля 2005 года, в конце судебного процесса, 11-й Высший уголовный суд Анкары приговорил Ферхата Озмена к пожизненному заключению при отягчающих обстоятельствах без каких-либо поблажек, и его приговор был утверждён в 2006 году.
Окончательные приговоры, вынесенные по делу, были вынесены 9-й судебной палатой по уголовным делам Верховного апелляционного суда в марте 2014 года. В этом решении об одобрении Верховный суд объявил, что Тевхид Селам и Армия Кудс убили Бахрие Учок. Отмечалось, что Тевход Селам была организована вокруг журналов изданий İstiklal и Şehadet в 1985 году, а Верховный суд утверждал, что эти организации имели радикальные религиозные идеи и использовали методы иранской революции. Кроме того, Верховный суд подчеркнул, что целью Тевхид Селам и Армии Кудс является создание на территории Турецкой Республики государства, управляемого шариатом, как в Иране.
В 2017 году 11-й Высший уголовный суд Анкары решил повторно рассмотреть дело после того, как Хасан Килич, Мехмет Али Текин, Мехмет Шахин, Юсуф Каракуш и Реджеп Айдын, которые были заключены за «создание и руководство террористической организацией», обратились в Конституционный суд. Всех пятерых подсудимых освободили, поскольку исполнение приговоров было приостановлено. По состоянию на 2023 год среди семнадцати обвиняемых, судимых в рамках Дела «Умут», никто не находится в тюрьме, кроме Ферхата Озмена и Недждета Юкселя.

### Реакция на убийство и критика власти
Тургут Озал, тогдашний президент Турции, выразил глубокую скорбь по поводу убийства Бахрие Учок и отметил, что он «видит в нападении мотивы ненависти». Премьер-министр Йылдырым Акбулут отреагировал на нападение, заявив, что никому ничего не удастся сменить подобными действиями, но заявил, что было «неправильно рассматривать этот инцидент так же, как движения в Турции до 1980 года». Спикер Большого национального собрания Турции Кая Эрдем сказал: 
«…этим тёмным кругам никогда не удастся достичь своих безобразных целей перед лицом веры турецкой нации и доверия к республиканским принципам и демократии».

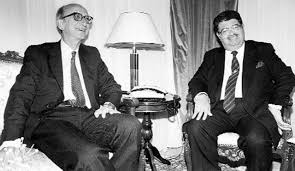
Тургут Озал и Эрдал Инёню

Глава партии SHP Эрдал Инёню заявил, что полицейские подразделения имеют полномочия найти преступников, но он не уверен, хотят они это делать или нет. Инёню раскритиковал правительство НАП и отметил: 
«Даже если всех нас убьют по одному, мы преодолеем это в демократии. Даже если останется один человек, мы будем жить как современные люди. Ни у кого не должно быть сомнений, но где сила?».
Инёню также заявил, что Учок была набожной мусульманкой и помогали тем, кто хочет жить в религиозной, но светской среде в своей стране. Лидер DYP Сулейман Демирель заявил, что нападение было «схемой», и посетил Эрдала Иненю на Великом национальном собрании Турции и выразил свои соболезнования. Требуя немедленно найти и наказать виновных в убийстве, Демирель сказал: 
«…Государство должно быть как государство; правительство должно быть как правительство. Исполнители ни одного из 15 убийств не найдены… Говорят, что кровь их не останется на земле. Но это всё…».
 По словам Угура Мумджу, Бахрие Учок была убита из-за того, что она защищала принципы Ататюрка. Мумку раскритиковал правительство за молчание по поводу убийства Учок и сказала, что «защита принципов Ататюрка теперь является актом мужественности», и утверждал, что «демократия сама станет жертвой терроризма», как и Бахрие Учок и другие убитые интеллектуалы-ататюркисты. Он также раскритиковал Бюлента Эджевита, первого левого премьера Турции (1974—1979), за то, что он не пришёл на похороны. 24 декабря 1993 года, через три года после убийства Бахрие Учок, был убит и Угур Муджу.
Журналист Хасан Джемаль заявил, что те, кто убили Бахрие Учок не смогли втянуть Турцию во тьму Средневековья и что «у них не было шанса заставить замолчать светское и свободное мнение». Хикмет Четинкай заявил, что правительство ANAP не способствовало развитию либертарианских и секулярных идей, и ещё было бы хорошо, если бы они по крайней мере поймали тех, кто убил Учок и связанные с ними организации, и привлекли их к ответственности.

## Личная жизнь
Бахрие Учок знала французский язык, немного арабский, а также персидский на среднем уровне.
7 июля 1945 года заключила брак с Джошкуном Учоком, преподавателем юридического факультета Университета Анкары. 25 мая 1954 року родила дочь по имени Кумру.

## Идеи
Отмечается, что Бахрие Учок активно выступала против попыток переобучения программ теологии в средних и высших учебных заведениях Турции. В то же время, она интерпретировала ислам из «современной перспективы и толерантности, придерживаясь Корана». По этой причине было зафиксировано, что Учок неоднократно угрожали с 1960-х годов. Она писала про кемализм и секуляризм, организовывала конференции и выступала сторонницей светской и демократической системы. Среди вопросов, которые отмечала Учок на встречах, были секуляризм, права женщин и опасность реакционности.
Бахрие Учок была известна в разных кругах как «образованный религиовед» и «теолог-защитница секуляризма». Согласно Atatürkist Thought Association, она была «и революционеркой, и борцом; она защищала права женщин и говорила, что секуляризм сделает страну свободной». Однако Бахрие Учок также утверждала, что «ислам был революцией и для женщин, но он дошёл до разных точек из-за его ошибочного толкования». По словам журналиста газеты Cumhuriyet Махмута Аслана, Учок выступала за секуляризм даже после угроз. По словам автора, сегодня «миллионы людей идут по следам Бахрие Учок».

## Наследие и память

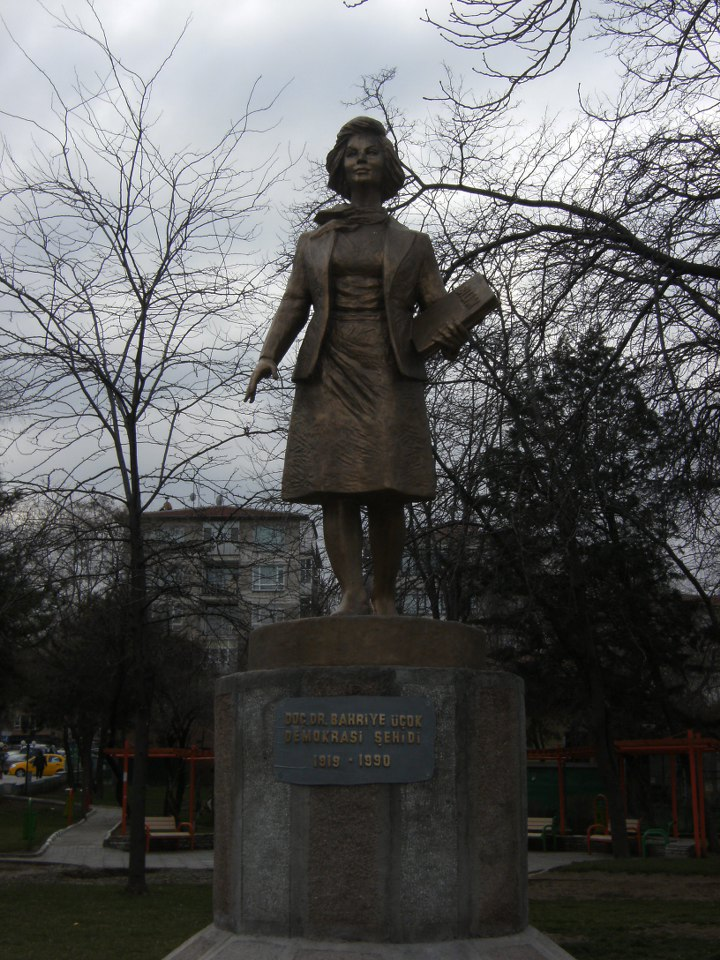
Памятник Бахрие Учок в Чанкае, Анкара

После смерти Бахрие Учок ряд мест в Турции были названы в честь неё. Примерами этого являютяс районы Бахрие Учок в Измире, Каршияке и Карабагларе, улица Бахрие Учок в Коджаэли, экологический питомник Бахрие Учок в Стамбуле, Центр образования и развития Бахрие Учок в Эскишехире. Кроме них, есть парки имени Багрие Учок в Фетхие, Зейтинбурну, Чане, Бергаме, Нарлыдере и Чанкае. Её бюст стоит в парке в Фетхие, а статуя — в парке Чанкае и парке Героев демократии в Левенте. Имя Бахрие Учок также было присвоено библиотеке в Чанкае и пансионату для пациентов в Аташехире. В отделе «Протест и женщины» Измирского женского музея существуют новости того периода о марше 13 октября 1990 года, организованный разными неправительственными организациями в Стамбуле в знак протеста против убийства Бахрие Учок. Фотография и информация об Учок также доступны в комнате «Наши пионеры» того же музея.
В годовщину смерти Бахрие Учок проводятся церемонии чествования памяти и публикуются сообщения на эту тему разными учреждениями, в частности Ассоциацией ататюркистской мысли, политическими партиями, государственными служащими и неправительственными организациями.

## Работы
Декларации
- Üçok, Bahriye (1972). «Hindistan’da Bhopal Devleti’nde bir naibe ve üç kadın hükümdar». (Регент и три женщины-правительницы в штате Бхопал, Индия) TTK Tebliğler VII, 1. Ankara: Türk Tarih Kurumu. с. 446—450

Переводы
- Mazaherî, Ali (1972). Ortaçağda Müslümanların Yaşayışları. (Был мусульман в средние века) Üçok, Bahriye tarafından çevrildi. İstanbul: Varlık Yayınları
- Mazaherî, Ali (1964). Müslüman Ortaçağda Eğitim ve Öğretim. (Образование и обучение в мусульманском средневековье) Ankara Üniversitesi İlahiyat Fakültesi Dergisi. 12. Üçok, Bahriye tarafından çevrildi. Ankara. с. 119—128
- Poliak, Abraham Nahum (1954). «Samî Doğunun Araplaştırılması». (Арабизация семитского Востока) Ankara Üniversitesi İlahiyat Fakültesi Dergisi. 3 (3-4). Üçok, Bahriye tarafından çevrildi. Türk Tarih Kurumu Basımevi. с. 85-101

Книги
- Üçok, Bahriye (1985). Çay, Merve (Ed.). Atatürk'ün izinde bir arpa boyu (2. bas.). (Длина ячменя по следам Ататюрка) Kırmızı Kedi Yayınevi (2018 tarihinde yayınlandı). ISBN 9786052983959
- Üçok, Bahriye (1965). Female Sovereigns in Islamic States. (Женщины-суверены в исламских государствах) Rampoldi, Milena tarafından çevrildi (3 bas.). epubli GmbH (2014 tarihinde yayınlandı). ISBN 9783844284522
- Üçok, Bahriye (1965). İslâm devletlerinde Türk nâibeler ve kadın hükümdarlar (3. bas.) (Турецкие регенты и женщины-правительницы в исламских государствах) Bilge Kültür Sanat (2011 tarihinde yayınlandı). ISBN 9786055506551
- Üçok, Bahriye (1967). İslamdan dönenler ve yalancı peygamberler. (Отступники от ислама и лжепророки) Ankara Üniversitesi İlahiyat Fakültesi Yayınları
- Üçok, Bahriye (1968). İslam tarihi Emeviler-Abbasiler. (Исламская история Омейядов-Аббасидов) Ankara Üniversitesi İlahiyat Fakültesi Yayınları
- Üçok, Bahriye (1976). Notes from Korea. (Заметки из Кореи) Ankara: İlk-San Matbaası
- Üçok, Bahriye (2010). Şeriat Sarmalında Türkiye. (Турция в шариатской спирали) Cumhuriyet Kitapları. ISBN 9786054183920

Конференции
- Üçok, Bahriye (1979). Kur’an Harfleri ve Atatürk Devrimlerine Karşı Çıkışlar. (Возражения против писем Корана и революций Ататюрка) Belleten. 43 (172). Türk Tarih Kurumu. с. 823—836

Статьи
- Üçok, Bahriye (1960). «Delhi Müslüman — Türk Sultanlığının Kuruluşu Ve Sultan Raziye’nin Saltanatı». (Дели Муслим — Создание турецкого султаната и правление султана Разие) Ankara Üniversitesi İlahiyat Fakültesi Dergisi. 8 (1-4). Ankara: Türk Tarih Kurumu Basımevi. с. 135—148
- Üçok, Bahriye (1955). «Hamitoğulları Beyliği». (Княжество Хамитогуллари) Ankara Üniversitesi İlahiyat Fakültesi Dergisi. 4 (1-2). Ankara: Türk Tarih Kurumu Basımevi. с. 73-80
- Üçok, Bahriye (1967). «İslâm Devletlerinde Bazı Nâibeler». (Некоторые вице-короли в исламских государстваах) Belleten. 31 (122). с. 169—190
- Üçok, Bahriye (1966). «İslam’da Mûsikî Üzerine». (О музыке в исламе) Ankara Üniversitesi İlahiyat Fakültesi Dergisi. 14 (1-4). Ankara: Türk Tarih Kurumu Basımevi. с. 83-94
- Üçok, Bahriye (1970). «İslam Tarihi». (Исламская история) Tarih Dergisi, 24. с. 131—135
- Üçok, Bahriye (1961). «Kirman’da Müslüman Kutluk Devleti’nde İki Kadın Hükümdar». (Две женщины-правительницы в мусульманском государстве Кутлук в Кермане) Ankara Üniversitesi İlahiyat Fakültesi Dergisi. 9 (1-4). Ankara: Türk Tarih Kurumu Basımevi. с. 81-98
- Üçok, Bahriye (1959). «Ridde». Ankara Üniversitesi İlahiyat Fakültesi Dergisi. 7 (1-4). Ankara: Türk Tarih Kurumu Basımevi. с. 97-113